# Thrixspermum poilanei
Thrixspermum poilanei là một loài thực vật có hoa trong họ Lan. Loài này được (Gagnep.) Tang & F.T.Wang miêu tả khoa học đầu tiên năm 1951.